# Korrektur
Korrektur er rettelse især af en tekst.
En korrekturlæser udfører 1. og 2. korrektur og endog 3. og 4. korrektur. I blysatsens tid blev korrekturark trykt i en særlig korrekturpresse, arkene kaldtes et korrekturaftræk. Der kunne tages aftryk af spalten, inden den blev samlet i trykformen.  
Senere har man brugt andre former for korrekturtryk. Rettelserne noteres på arkene med særlige korrekturtegn, der præcist angiver, hvad der skal rettes: om et tegn er forkert, skal slettes eller er læderet, om ord skal byttes om, om mellemrum er forkerte eller mangler, om linjer skal føjes sammen, eller der skal påbegyndes et nyt afsnit osv. 
Nogle aviser lod typografer foretage korrekturen direkte på satsen: de læste direkte på blysatsen som var spejlvendt, og skiftede typerne (bogstaverne) på stedet, når fejlene blev opdaget. Typograferne stavede ofte bedre end journalisterne.